# کورت توماس
کورت توماس (آلمانی: Kurt Thomas; ۲۵ مهٔ ۱۹۰۴ – ۳۱ مارس ۱۹۷۳) آهنگساز، رهبر موسیقی اهل آلمان بود.
از افتخارات وی میتوان به کسب مدال نقره موسیقی تک‌نوای و کر در بخش مسابقات هنری بازی‌های المپیک تابستانی ۱۹۳۶ اشاره کرد.